# 가장 큰 계명
가장 큰 계명 (또는 대계명)은 신약 마태오 22:35–40, 마르코 12:28–34, 루카 10:25-28에서 예수가 인용한 두 계명 중 첫째를 설명하기 위해 쓰이는 이름이다.
마르코에서 "율법의 가장 큰 계명은 무엇입니까?"라고 물었을 때, 그리스어 신약은 예수가 둘째 계명 "네 이웃을 너 자신처럼 사랑해야 한다"를 언급하기 전에, "이스라엘아, 들어라! 주 우리 하느님은 한 분이신 주님이시다. 그러므로 너는 마음을 다하고, 목숨을 다하고, 정신을 다하고, 힘을 다하여 주 너의 하느님을 사랑해야 한다"라고 답했다고 기록한다. 대부분의 기독교 교파는 이 두 계명이 올바른 기독교인 생활 양식의 핵심이라고 생각한다.

## 신약 설명

### 마태오의 복음서
그들 중 한 율법교사가 예수의 속을 떠보려고 "선생님, 율법서에서 어느 계명이 가장 큰 계명입니까?" 하고 물었다. 예수께서 이렇게 대답하셨다. "'네 마음을 다하고 목숨을 다하고 뜻을 다하여 주님이신 너희 하나님을 사랑하여라.' 이것이 가장 크고 첫째 가는 계명이고, '네 이웃을 네 몸같이 사랑하여라.' 한 둘째 계명도 이에 못지않게 중요하다. 이 두 계명이 모든 율법과 예언서의 골자이다."— 마태오 22:35-40

### 마르코의 복음서
마르코의 복음서에는 셰마가 포함되어 있다:
율법학자 한 사람이 와서 그들이 토론하는 것을 듣고 있다가 예수께서 대답을 잘 하시는 것을 보고 "모든 계명 중에 어느 것이 첫째 가는 계명입니까?" 하고 물었다. 예수께서는 이렇게 대답하셨다. "첫째 가는 계명은 이것이다. '이스라엘아, 들어라. 우리 하느님은 유일한 주님이시다. 네 마음을 다하고 목숨을 다하고 생각을 다하고 힘을 다하여 주님이신 너의 하느님을 사랑하여라.' 또 둘째 가는 계명은 '네 이웃을 네 몸같이 사랑하여라.' 한 것이다. 이 두 계명보다 더 큰 계명은 없다."— 마르코 12:28-31

### 루카의 복음서
어떤 율법교사가 일어서서 예수의 속을 떠보려고 "선생님, 제가 무슨 일을 해야 영원한 생명을 얻을 수 있겠습니까?" 하고 물었다. 예수께서는 "율법서에 무엇이라고 적혀 있으며 너는 그것을 어떻게 읽었느냐?" 하고 반문하셨다. "'네 마음을 다하고 네 목숨을 다하고 네 힘을 다하고 네 생각을 다하여 주님이신 네 하느님을 사랑하여라. 그리고 네 이웃을 네 몸같이 사랑하여라.' 하였습니다." 이 대답에 예수께서는 "옳은 대답이다. 그대로 실천하여라. 그러면 살 수 있다." 하고 말씀하셨다.— 루카 10:25-28

### 요한의 복음서
유다가 나간 뒤에 예수께서 이렇게 말씀하셨다. "이제 사람의 아들이 영광을 받게 되었고 또 사람의 아들로 말미암아 하나님께서도 영광을 받으시게 되었다. 하나님께서 사람의 아들로 말미암아 영광을 받으신다면 하나님께서도 몸소 사람의 아들에게 영광을 주실 것이다. 아니, 이제 곧 주실 것이다. 나의 사랑하는 제자들아, 내가 너희와 같이 있는 것도 이제 잠시뿐이다. 내가 가면 너희는 나를 찾아다닐 것이다. 일찍이 유다인들에게 말한 대로 이제 너희에게도 말하거니와 내가 가는 곳에 너희는 올 수 없다. 나는 너희에게 새 계명을 주겠다. 서로 사랑하여라. 내가 너희를 사랑한 것처럼 너희도 서로 사랑하여라. 너희가 서로 사랑하면 세상 사람들이 그것을 보고 너희가 내 제자라는 것을 알게 될 것이다."— 요한 13:31-35

## 구약 언급

### 레위기
형제를 미워하는 마음을 품지 마라. 이웃의 잘못을 서슴지 말고 타일러 주어야 한다. 그래야 그 죄에 대한 책임을 벗는다. 동족에게 앙심을 품어 원수를 갚지 마라. 네 이웃을 네 몸처럼 아껴라. 나는 주님이다.— 레위기 19:17-18

### 신명기
이스라엘아, 들어라. 우리의 하나님은 주님이시다. 주님 한 분뿐이시다. 마음을 다 기울이고 정성을 다 바치고 힘을 다 쏟아 너의 하느님 주님을 사랑하여라.— 신명기 6:4-5

## 같이 보기
- 기독교-유대교 화해
- 기독교와 유대교
- 유대-기독교
- 그리스도의 법
- 새 계명